# ثيو جيمس
ثيودور بيتر جيمس كينيرد تابتيكليس (بالإنجليزية: Theodore Peter James Kinnaird Taptiklis)‏، ويُعرف باسم ثيو جيمس (بالإنجليزية: Theo James)‏. ممثل إنجليزي، ومنتج، ومخرج، وموسيقي. ولد بمدينة أكسفورد الإنجليزية في 16 ديسمبر 1984. ودرس الفلسفة في جامعة نوتنغهام. انضم لفرقة «شير خان» كمغني، وعازف قيثارة قبل أن يحصل علي تدريب في التمثيل علي مسرح بريستول القديم، ومنها اتجه جيمس لعالم الفن، وبدأ ببطولة المسلسل الدرامي A Passionate Woman في عام 2010. شارك بعدها في عدة مسلسلات أخري إلي أن حصل علي دور صغير بالفيلم الكوميدي فيلم شباب في المنتصف، ومنها لدوره في فيلم العالم السفلي: الصحوة.
بعدها حصل علي دور «فور» في سلسلة أفلام مختلفة (2014)، وفي17 يونيو 2024 تم تعينه سفيراً للنوايا الحسنة من قبل مفوضية الأمم المتحدة السامية لشؤون اللاجئين.

## روابط خارجية
- ثيو جيمس على موقع IMDb (الإنجليزية)
- ثيو جيمس على موقع روتن توميتوز (الإنجليزية)
- ثيو جيمس على موقع قاعدة بيانات الأفلام العربية
- ثيو جيمس على موقع ألو سيني (الفرنسية)
- ثيو جيمس على موقع تيرنر كلاسيك موفيز (الإنجليزية)
- ثيو جيمس على موقع أول موفي (الإنجليزية)
- ثيو جيمس على موقع بوكس أوفيس موجو (الإنجليزية)
- ثيو جيمس على موقع قاعدة بيانات الأفلام السويدية (السويدية)
- ثيو جيمس على موقع إن إن دي بي (الإنجليزية)
- ثيو جيمس على موقع قاعدة بيانات الفيلم (الإنجليزية)